# Idaea rasa
Idaea rasa là một loài bướm đêm trong họ Geometridae.